# 王偉仁
王偉仁，香港男導演及監製，曾為亞洲電視編導，現為無綫電視劇集監製。

## 簡歷
王偉仁於1982年唸書時在街上看見麥當雄拍攝電影《靚妹仔》，覺得很有趣而涉足演藝圈。起初，他寄信到亞洲電視體育組，但鍾景輝卻將他放去戲劇組發展，因此成為了助理編導和製作統籌，曾跟隨查傳誼共事。1985年，他晉升編導，基於當時任職導演比監製發展得更好，地位比較高，所以他跟蔣家駿、林玉芬一樣，在1990年代末集中往內地討生活，首套執導劇集是温兆倫主演的《天地情緣》，後來亦為中國中央電視台擔任《銀鼠》導演，又拍攝過安徽衛視抗日題材作品《水上游擊隊》。
2012年，王偉仁因兒子需要升讀大學，希望能夠陪伴左右，而自己也無意長居北京，恰巧那時受無綫電視監製王心慰所邀請，故此回去擔任編導，並於2016年晉升為監製，首部監製劇集是《心理追兇 Mind Hunter》；2020年播出的懸疑劇《十八年後的終極告白》獲得正評，但同年播出的《迷網》則被視為劇集版《警訊》且口碑不佳。另外，他在選角上往往大膽起用新演員，尤其出身於無綫電視藝員訓練班的年輕藝人，包括樓嘉豪、容天佑、陳嘉慧、彭翔翎、朱斐斐等。
在任監製時期，常用主演演員有洋、黃梓瑋、何啟南、尹詩沛、蔡國威、阮兒、曾慧雲、黃煒溏（5部）；杜大偉、陳狄克、梁珈詠、秦啟維、曾慧雲、張韡騰、馮奕森、蔡康年（4部）；譚俊彥、何遠東、趙樂賢、樓嘉豪、朱斐斐、林師傑、羅浩銘、鄧永健、方紹聰、邵展鵬（3部）；陳山聰、曹永廉、趙希洛、湯洛雯、江欣燕、莊思敏、容天佑、杜燕歌、譚偉權、楊明、朱敏瀚、楊玉梅、馬海倫 、唐嘉麟、王俊棠、楊秀惠、陳婉婷、曾敏、司徒暉、蕭徽勇、文雅、胡諾言、歐陽巧瑩、楊證樺、李君妍、姚浩政（2部）。

## 作品

### 助理編導／製作統籌／編導

#### 電視劇（亞洲電視）
- 1983年：《唐伯虎三戲秋香》 《誓不低頭》《101拘捕令》
- 1984年：《小生也瘋狂》《毋忘我》 《霍東閣》 《雲海玉弓緣》 《武則天》
- 1985年：《第四代》《局中局》
- 1986年：《白髮魔女傳》
- 1987年：《龍的小子》《女捕快》《啼笑因緣》
- 1989年：《皇家檔案》 《白骨陰陽劍》 《傅紅雪傳奇》
- 1990年：《難兄難弟》 《中華英雄》 《我係Tuna Fi》
- 1991年：《隔離差館有隻鬼》《天地無情》
- 1993年：《劍神不敗》 《賭神秘笈'93》
- 1994年：《冬日驕陽》
- 1995年：《法外英雄》 《包青天》 《一屋兩鬼三人行》 《愛者有其屋》
- 1996年：《我和春天有個約會》 《再見艷陽天》《坊間故事》
- 1997年：《肥貓正傳》 《97變色龍》 《真相》

#### 電視電影（亞洲電視）
- 1992年：《鐳射劇場之賭神秘笈》

#### 電視劇（無綫電視）
- 2013年：《神探高倫布》 《巨輪》
- 2014年：《忠奸人》《宦海奇官》
- 2015年：《梟雄》 《刀下留人》
- 2016年：《巨輪II》 《巾幗梟雄之諜血長天》
- 2017年：《心理追兇 Mind Hunter》

### 導演

#### 電視劇（中國大陸）
| 首播   | 劇名               | 播出平台                  | 合作演員                                                                       |
| 2000年 | 天地情緣           | 待查                      | 溫兆倫、吳越、王行芝、劉紅雨、王敏、王一娜、戴偉光、黃華和、郭鋒、周秀蘭、鮑方 |
| 2002年 | 銀鼠               | 中國中央電視台電視劇頻道  | 陳浩民、田海蓉、雷恪生、胡曉婷、曹力、馮春哲、徐錦江                           |
| 2009年 | 諾言（黃偉明合導） | 天津電視台影視頻道        | 于震、王挺、肖榮生、隋俊波、程雍、李婷、施羽                                   |
| 2011年 | 水上遊擊隊         | 上海東方電影頻道 安徽衛視 | 于小偉、白冰、小李琳、穆佳男、王鑫、三浦研一                                   |

### 監製

#### 電視劇（無綫電視）
- 2017年：《心理追兇 Mind Hunter》
- 2018年：《特技人》
- 2020年：《十八年後的終極告白》《迷網》
- 2021年：《一笑渡凡間》
- 2022年：《十八年後的終極告白2.0》
- 2023年：《靈戲逼人》
- 2024年：《神耆小子》
- 待播中：《香港探秘地圖》

## 外部連結
- 王偉仁在香港影庫上的簡介